# 파라티푸스
파라티푸스(paratyphoid fever)는 살모넬라균의 일종인 파라티푸스균(Salmonella Paratyphi)의 감염에 의한 급성 전신성 발열이다. 증상은 보통 노출 후 6-30일 후에 시작되며, 지속적인 고열, 두통, 비장종대, 발진, 설사 등 장티푸스와 증상이 비슷하나 다소 경미하다. 치료하지 않으면 증상이 몇 주 또는 몇 달 지속될 수 있다. 증상이 없는 상태에서도 병을 옮길 수 있는 무증상 감염이 가능한 질병이다.
콜레라, 장티푸스, 세균 이질, A형 간염, 장출혈성 대장균감염증 등과 함께 제2급감염병에 속한다.
ICD-10 질병 분류 체계에서는 파라티푸스를 A형, B형, C형으로 나눈다.

## 원인
물이나 식품을 매개로 전파되거나 감염자의 대변과 직접 접촉에 의하여 전염된다.

## 증상
잠복기는 대체로 1~3주이고, 주된 증상은 발열, 두통, 발진, 설사 등이다. 증상이 발생한 뒤 1주일 후부터 회복기 사이에 환자는 전염성을 가지는데, 회복 후에도 길게는 1~2주간 전염성이 지속된다. 만성 보균자가 되는 빈도는 장티푸스의 경우보다 훨씬 적다.

## 전파경로
파라티푸스균은 주로 사람의 몸 속에서 증식하며 살기 때문에 대부분 사람에 의해서 감염되지만 드물게는 가축이 감염원이 되기도 한다. 보균자나 환자의 대소변과 직접, 간접적으로 접촉할 때 전파되는데 흔히 환자나 보균자의 손에 의해 오염된 조개류, 우유 및 유제품 등의 음식물에 의한다. 식수, 식품을 매개로 전파되며 주로 환자나 보균자의 대/소변에 오염된 음식물이나 물에 의해 전파된다.
파라티푸스 환자와 접촉한 적이 있다면, 접촉자는 최대 잠복기간(3주)까지 발병여부를 감시해야 하며, 고위험군(식품업종사자, 수용시설 종사자 등)은 검사결과가 나올때까지는 음식취급, 탁아, 환자간호 등 금지시키며, 파라티푸스 증상 발생시 즉시 의료기관을 방문하도록 지도한다.

## 발생현황

### 세계현황
아시아와 남아메리카에서 주로 발생한다.

### 국내현황
보통 장티푸스에 비해 발생 수준이 낮아 매년 100명 미만의 환자가 발생했다. 다만 2002년에는 413명이 발생했다.

## 진단
파라티푸스에 해당하는 증상이 있고, 혈액이나 대변 또는 소변에서 균배양검사를 통해 파라티푸스균을 확인할 수 있다.

## 치료
수액 투여를 포함한 일반적인 방법으로 증상을 완화시키는 것이 파라티푸스 치료의 기본이며 가장 중요하다. 항생제 투여를 고려해볼 수 있으나 신중하게 결정해야 한다.